# Migé
Migé település Franciaországban, Yonne megyében. Lakosainak száma 392 fő (2022. január 1.). Migé Gy-l’Évêque, Charentenay, Mouffy, Coulanges-la-Vineuse, Escamps, Jussy, Merry-Sec és Val-de-Mercy községekkel határos.

## Népesség
A település népességének változása:
| Lakosok száma | 441  | 443  | 436  | 423  | 418  | 415  | 409  | 401  | 392  |
|               | 2013 | 2015 | 2016 | 2017 | 2018 | 2019 | 2020 | 2021 | 2022 |